# Nguyễn Anh Tuấn (nhà ngoại giao)
Nguyễn Anh Tuấn là một nhà ngoại giao Việt Nam. Đại sứ đặc mệnh toàn quyền Việt Nam tại Ukraina và Moldova kiêm nhiệm (từ năm 2017).

## Sự nghiệp
Ông từng theo học tại Viện Kỹ sư Đường sắt Mátxcơva và Đại học Malaysia. Có thời gian dài ông tham gia công tác khoa học và giảng dạy tại Học viện Ngoại giao thuộc Bộ Ngoại giao nước Cộng hòa xã hội chủ nghĩa Việt Nam, có học hàm Phó Giáo sư.
Từ năm 2000 đến năm 2003, ông đảm nhiệm nhiều chức vụ tại Đại sứ quán Việt Nam tại Malaysia .
Từ năm 2008 đến năm 2012, ông đảm nhiệm nhiều chức vụ tại Đại sứ quán Việt Nam tại Úc .
Ngày 18 tháng 8 năm 2017 - đến Kyiv với tư cách Đại sứ đặc mệnh toàn quyền tại Ukraina, thay ông Nguyễn Minh Trí.
Ngày 1 tháng 12 năm 2017 - trình các giấy ủy nhiệm của mình cho Tổng thống Ukraine Petro Poroshenko.
Tháng 11 năm 2020, ông Tuấn kết thúc nhiệm kỳ làm việc, người kế nhiệm là ông Nguyễn Hồng Thạch.

## Khen thưởng
Ngày 6 tháng 11 năm 2020, ông Nguyễn Anh Tuấn được Phòng Thương mại và Công nghiệp Ukraina trao tặng bằng khen vì đã có đóng góp tích cực vào sự phát triển quan hệ kinh tế giữa Ukraina và Việt Nam.